# Jari Puikkonen
Jari Markus Puikkonen (* 25. Juni 1959 in Lahti) ist ein ehemaliger finnischer Skispringer. Er sprang für den Verein Lahden Hiihtoseura in seiner Geburtsstadt.

## Werdegang
Sein Debüt bei einem internationalen Turnier gab er am 30. Dezember 1977 bei der Vierschanzentournee in Oberstdorf. Bereits wenige Tage später erreichte er mit einem siebenten Platz am Innsbrucker Bergisel seine erste Platzierung unter den besten Zehn. 1981 gewann er am Bergisel zudem sein erstes Weltcupspringen; in der Gesamtwertung der Vierschanzentournee wurde er Dritter, im Weltcup errang er im Winter 1980/81 noch drei weitere Siege und wurde in der Gesamtwertung Fünfter.
Seine größten Erfolge errang Puikkonen jedoch bei Weltmeisterschaften und Olympischen Spielen. Bei den Olympischen Winterspielen 1980 in Lake Placid gewann er im Einzelspringen von der Großschanze die Bronzemedaille, 1984 in Sarajevo die Bronzemedaille auf der Normalschanze und 1988 in Calgary dann Gold im Mannschaftsspringen.
Bei der Skiflug-Weltmeisterschaft 1981 gewann Puikkonen in Oberstdorf die Goldmedaille, nachdem er bereits im Training mit 175 Metern seine persönliche Bestweite geflogen war. Bei der Nordischen Skiweltmeisterschaft 1982 in Oslo gewann er die Silbermedaille auf der Normalschanze und Bronze mit der finnischen Mannschaft, 1984 bei der erstmals und einmalig ausgetragenen Mannschaft-WM in Engelberg Gold, 1985 in Seefeld Silber auf der Großschanze und Gold im Mannschaftsspringen, und schließlich 1989 in Lahti Gold auf der Großschanze und im Mannschaftsspringen. Nach der Saison 1990/91 beendete er seine Karriere.

## Erfolge

### Weltcupsiege im Einzel
| Nr. | Datum          | Ort       | Typ           |
| --- | -------------- | --------- | ------------- |
| 1.  | 4. Januar 1981 | Innsbruck | Großschanze   |
| 2.  | 6. März 1981   | Lahti     | Normalschanze |
| 3.  | 7. März 1981   | Lahti     | Großschanze   |
| 4.  | 21. März 1981  | Planica   | Großschanze   |
| 5.  | 4. Januar 1986 | Innsbruck | Großschanze   |

### Weltcup-Platzierungen
| Saison  | Platz | Punkte |
| ------- | ----- | ------ |
| 1979/80 | 10.   | 087    |
| 1980/81 | 05.   | 162    |
| 1981/82 | 26.   | 031    |
| 1982/83 | 010.  | 097    |
| 1983/84 | 09.   | 101    |
| 1984/85 | 06.   | 125    |
| 1985/86 | 14.   | 086    |
| 1986/87 | 49.   | 009    |
| 1987/88 | 20.   | 040    |
| 1988/89 | 18.   | 045    |
| 1989/90 | 37.   | 019    |